# باول دبليو. هودج
باول دبليو. هودج (بالإنجليزية: Paul W. Hodge)‏ هو عالم فلك أمريكي، ولد في 1934 في واشنطن العاصمة في الولايات المتحدة.